# John Rogers (Theologe)

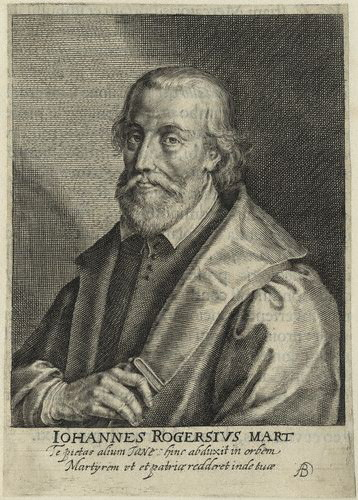
John Rogers (Theologe); Kupferstich von Willem de Passe

John Rogers, Pseudonym Thomas Matthew (* um 1500 in Deritend bei Birmingham; † 4. Februar 1555 in London) war ein englischer katholischer Priester und Theologe, dann protestantischer Geistlicher und Märtyrer.

## Leben
John Rogers studierte am Pembroke College in Cambridge und wurde 1534 Kaplan der englischen Kaufleute in Antwerpen. Dort nahm er sich William Tyndale an und veröffentlichte nach dessen Tod (1536), entsprechend seinen Aufzeichnungen, eine komplette englische Übersetzung der Bibel (1537), die er unter dem Pseudonym „Thomas Matthew“ herausbrachte. Die Bibel wurde nach diesem Pseudonym, welches somit wohl für John Rogers selbst oder für William Tyndale steht, als Matthew-Bibel bekannt. Zu dieser Zeit wurde Rogers Protestant und heiratete die Antwerpener Bürgerin Adriana de Weyden. Ab 1537 lebte Rogers mit seiner Familie für einige Jahre in Wittenberg, um Deutsch zu lernen und um Martin Luthers Schriften und dessen Theologie zu studieren. Ab 1542 predigte John Rogers in Meldorf (Dithmarschen). Etwa sechs Jahre war er dort Superintendent. Er kehrte 1548 nach England zurück und hielt theologische Vorlesungen in der St Paul’s Cathedral. Zu Beginn der Regentschaft von der englischen Königin Maria I. Tudor wurde er verhaftet und wegen Ketzerei angeklagt. Nach einjähriger Gefangenschaft wurde er vom Lordkanzler Stephen Gardiner verurteilt. Am 4. Februar 1555 wurde Rogers als erster protestantischer Märtyrer unter der Regierung Maria Tudors auf der Hinrichtungsstätte Smithfield in London verbrannt.

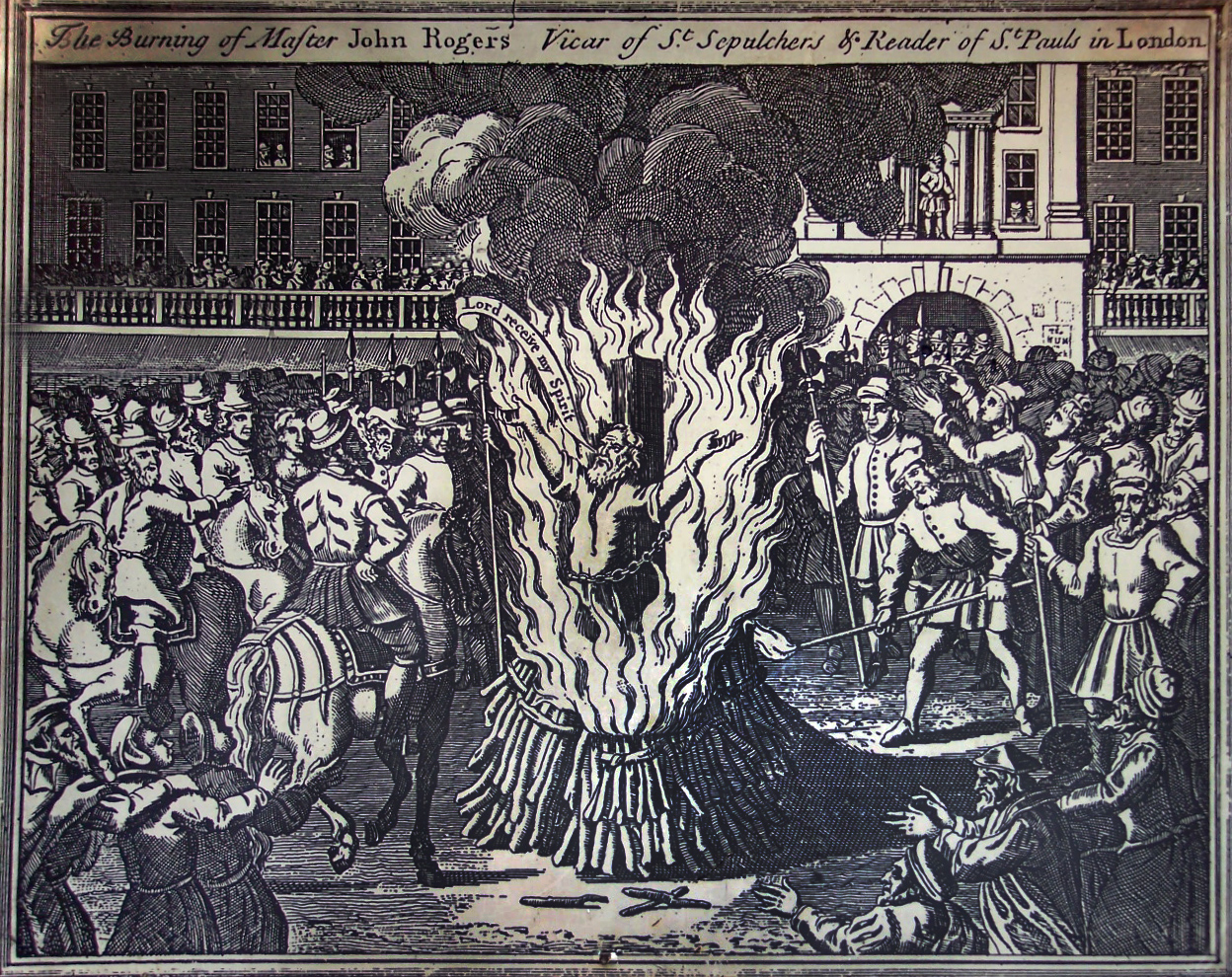
Hinrichtung John Rogers (Darstellung aus dem 17. Jahrhundert)